# سارا جین دون
 سارا جین دون (انگلیسی: Sarah Jayne Dunn؛ زادهٔ ۲۵ سپتامبر ۱۹۸۱) یک هنرپیشه است.